# کرک خاسیگیان
کرک خاسیگیان ( انگلیسی: Kirk Khasigian؛ زادهٔ ۲۷ آوریل ۱۹۷۷) بازیکن راگبی در پست هوکر ارمنی‌تبار اهل ایالات متحده آمریکا است.

## تیم ملی
وی همچنین تیم ملی راگبی ۱۵ نفره مردان ایالات متحده آمریکا بازی کرده‌است.

## زندگی‌نامه
وی در ۲۷ آوریل ۱۹۷۷ در ساکرامنتو، کالیفرنیا به دنیا آمد 